# Становище (Московская область)
Становище — деревня в Волоколамском районе Московской области России. Входит в состав сельского поселения Осташёвское. Население — 23 чел. (2010).

## География
Деревня Становище расположена на западе Московской области, в южной части Волоколамского района, на автодороге Р108 Суворово — Руза, примерно в 13 км к югу от города Волоколамска, при впадении реки Демшенко в реку Волошню (бассейн Рузы).
В деревне 3 микрорайона — Озёрный-1, Озёрный-2 и Озёрный-3, зарегистрировано садовое товарищество. Ближайшие населённые пункты — село Осташёво и деревня Лукино.
Связана автобусным сообщением с районным центром.

## Население
| 1859 | 1926 | 2002 | 2006 | 2010 |
| ---- | ---- | ---- | ---- | ---- |
| 132  | ↗134 | ↘28  | ↘21  | ↗23  |

## История
В «Списке населённых мест» 1862 года Становищи — владельческое сельцо 1-го стана Рузского уезда Московской губернии на дороге из Можайска в Волоколамск, в 30 верстах от уездного города, при колодце, с 19 дворами и 132 жителями (65 мужчин, 67 женщин).
По данным 1890 года входила в состав Судниковской волости Рузского уезда, число душ составляло 97 человек.
В 1913 году — 29 дворов.
1917—1919 гг. — деревня Судниковской волости Волоколамского уезда Московской губернии.
1919—1929 гг. — деревня Осташёвской волости Волоколамского уезда Московской губернии.
По материалам Всесоюзной переписи 1926 года — центр Становищенского сельсовета Осташёвской волости Волоколамского уезда, проживало 134 жителя (48 мужчин, 86 женщин), насчитывалось 30 крестьянских хозяйств.
С 1929 года — населённый пункт в составе Волоколамского района Московского округа Московской области. Постановлением ЦИК и СНК от 23 июля 1930 года округа как административно-территориальные единицы были ликвидированы.
1929—1939 гг. — деревня Осташёвского сельсовета Волоколамского района.
1939—1957 гг. — деревня Осташёвского сельсовета Осташёвского района.
1957—1963 гг. — деревня Осташёвского сельсовета Волоколамского района.
1963—1965 гг. — деревня Осташёвского сельсовета Волоколамского укрупнённого сельского района.
1965—1994 гг. — деревня Осташёвского сельсовета Волоколамского района.
В 1994 году Московской областной думой было утверждено положение о местном самоуправлении в Московской области, сельские советы как административно-территориальные единицы были преобразованы в сельские округа.
1994—2006 гг. — деревня Осташёвского сельского округа Волоколамского района.
С 2006 года — деревня сельского поселения Осташёвское Волоколамского муниципального района Московской области.